# Опіум народу
Опіум народу (нім. Opium des Volkes) — образне визначення релігії, що стало широко відомим завдяки Карлу Марксу, який використав його у своїй роботі «До критики гегелівської філософії права»:
|  | Релігійна вбогість є одночасно вияв справжньої вбогості і протест проти цієї справжньої вбогості. Релігія – це зітхання пригнобленого створіння, серце безсердечного світу, так само, як вона – дух бездушних порядків. Релігія є опіум народу. |

Порівняння релігії з опіумом, однак, відомо ще до Маркса. Вважається, що першим його використовували маркіз де Сад у своєму романі «Жюльетта» (1797) і німецький поет Новаліс у збірнику афоризмів «Квітковий пилок» (1798). Подібне порівняння зустрічається також у творах інших поетів, письменників і філософів (Чарльз Кінгслі, Генріх Гейне, Ленін).

## Маркіз де Сад
У романі де Сада «Жюльетта» головна героїня використовує метафору «опіум» в розмові з королем Фердинандом, критикуючи його політику стосовно підданих. Тут, однак, метафора «опіум» відноситься не до релігії, а до брехні, до якої вдається керівна верхівка, щоб відвернути народ від причин його тяжкого становища:
|  | Хоча Природа благоволить до ваших підданих, вони живуть в страшній нужді. Але не через свої лінощі, а з причини вашої політики, яка тримає людей в залежності і перегороджує їм шлях до багатства; таким чином, від їх хвороб немає ліків, і політична система знаходиться не в кращому становищі, ніж цивільний уряд, бо черпає силу в власної слабкості. Ви боїтеся, Фердинанд, що люди дізнаються правду, ту правду, яку я говорю вам в обличчя, тому ви виганяєте мистецтва і таланти з свого королівства. Ви лякайтесь проникливості генія, тому заохочуєте невігластво. Ви годуєте народ опіумом, щоб, одурманений, він не відчував своїх бід, винуватцем яких є ви самі. Ось чому там, де ви царствуєте, немає закладів, які могли б дати вітчизні великих людей; знання не винагороджуються, а коли в мудрості немає ні честі, ні вигоди, ніхто не прагне до неї. . Оригінальний текст (фр.) [ «Quoique la nature donne beaucoup à ton peuple, il jouit de peu . Mais ce n'est pas l'effet de son inaction ; cet engourdissement a sa source dans ta politique qui, pour tenir le peuple dans sa dépendance, lui ferme la porte des richesses ; d'après cela, son mal est sans remède, et l'état politique n'est pas dans une situation moins violente que le gouvernement civil, puisqu'il tire ses forces de sa faiblesse même . La crainte que tu as, Ferdinand, que l'on ne découvre ce que je te dis, te fait exiler les arts et les talents de ton royaume . Tu redoutes l'œil puissant du génie, voilà pourquoi tu favorises l'ignorance . ' C'est de l'opium que tu fais prendre à ton peuple ', afin qu'engourdi par ce somnifère, il ne sente pas les plaies dont tu le déchires . Et voilà d'où vient que l'on ne trouve chez toi aucun des établissements qui donnent de grands hommes à la patrie : les récompenses dues au savoir y sont inconnues, et, comme il n'y a aucun honneur ni aucun profit à être savant, personne ne se soucie de le devenir . » ] Помилка: {{Lang}}: текст вже має курсивний шрифт (допомога) |

## Новаліс
Відомий німецький поет Новаліс порівнює релігію з опіумом у збірнику афоризмів «Квітковий пилок», опублікованому в Берліні в 1798 році.
|  | «Ваша так звана релігія діє як опій: вона заманює і приглушує болі замість того, щоб надати сили» . Оригінальний текст (нім.) «Ihre sogenannte Religion wirkt bloß wie ein Opiat : reizend, betäubend, Schmerzen aus Schwäche stillend ». |

## Чарлз Кінгслі
У вигляді афоризму «Релігія — опіум народу» цю фразу вперше сказав християнський соціаліст і англіканський священник Чарльз Кінгслі (1819—1875). Проте в його устах метафора «опіум» означала не спосіб одурманення свідомості, а заспокійливий засіб.
Карл Маркс був особисто знайомий з Кінгслі, обмінювався з ним думками, вів полеміку. Мабуть, у нього він запозичив цю фразу, яку потім використовував у своїх творах.

## Генріх Гейне
Генріх Гейне порівняв релігію з опієм у своїй книжці про Людвіга Берне, виданій 1840 року:
|  | Нехай буде благословенна релігія, яка в гірку чашу стражденного людства додає кілька крапель духовного опіуму, кілька крапель любові, віри і надії. |

## Мозес Гесс
Мозес Гесс вжив це порівняння у своїх есе, опублікованих у Швейцарії в 1843 році:
|  | Релігія може зробити стерпною… невтішне усвідомлення рабства… так само, як опіум допомагає при болісних хворобах |

## Карл Маркс
Маркс використовував цей вираз у вступі до своєї праці «До критики гегелівської філософії права», написаної в 1843 році й опублікованій в 1844 році в «Німецько-французькому щорічнику»:
|  | Релігійна вбогість є одночасно вияв справжньої вбогості і протест проти цієї справжньої вбогості. Релігія – це зітхання пригнобленого створіння, серце безсердечного світу, так само, як вона – дух бездушних порядків. Релігія є опіум народу. Оригінальний текст (нім.) Die Religion ist der Seufzer der bedrängten Kreatur, das Gemüt einer herzlosen Welt, wie sie der Geist geistloser Zustände ist. Sie ist das Opium des Volks. |

## Володимир Ленін
Існує упередження, що Ленін, використовуючи широко відомий в той час вислів Маркса, перефразував і спотворив його. Дійсно, замість виразу «опіум народу» в СРСР поширеним був вислів «опіум для народу», що за змістом перетворювало релігію із засобу, винайденого самим народом, на засіб, нав'язаний йому ворожими силами. Проте, у статті «Соціалізм і релігія» Ленін повторив фразу Маркса буквально:
|  | Релігія є одним з видів духовного гніту, лежачого скрізь і всюди на народних масах, задавлених вічною роботою на інших, нуждою і самотністю. Безсилля експлуатованих класів у боротьбі з експлуататорами так само неминуче породжує віру в краще загробне життя, як безсилля дикуна в боротьбі з природою породжує віру в богів, чортів, в чудеса і т. п. Того, хто все життя працює і потребує, релігія вчить покори і терпінню в земному житті, втішаючи надією на небесну нагороду. А тих, хто живе чужою працею, релігія вчить благодійності в земному житті, пропонуючи їм дуже дешеве виправдання для всього їх експлуататорського існування і продаючи за подібною ціною квитки на небесне благополуччя.Релігія є опіум народу. Релігія — рід духовної сивухи, в якій раби капіталу топлять свій людський образ, свої вимоги на скільки-небудь гідне людини життя. Оригінальний текст (рос.) Религия есть один из видов духовного гнета, лежащего везде и повсюду на народных массах, задавленных вечной работой на других, нуждою и одиночеством. Бессилие эксплуатируемых классов в борьбе с эксплуататорами так же неизбежно порождает веру в лучшую загробную жизнь, как бессилие дикаря в борьбе с природой порождает веру в богов, чертей, в чудеса и т. п. Того, кто всю жизнь работает и нуждается, религия учит смирению и терпению в земной жизни, утешая надеждой на небесную награду. А тех, кто живет чужим трудом, религия учит благотворительности в земной жизни, предлагая им очень дешевое оправдание для всего их эксплуататорского существования и продавая по сходной цене билеты на небесное благополучие. Религия есть опиум народа. Религия — род духовной сивухи, в которой рабы капитала топят свой человеческий образ, свои требования на сколько-нибудь достойную человека жизнь. |

У статті «Про ставлення робітничої партії до релігії», написаній у 1909 році, міститься пряма цитата з Маркса:
|  | Релігія є опіум народу, — цей вислів Маркса є наріжний камінь всього світогляду марксизму в питанні про релігію. Всі сучасні релігії і церкви, всі і всілякі релігійні організації марксизм розглядає завжди, як органи буржуазної реакції, службовці захисту експлуатації і одурманених робітничого класу . Оригінальний текст (рос.) Религия есть опиум народа, — это изречение Маркса есть краеугольный камень всего миросозерцания марксизма в вопросе о религии. Все современные религии и церкви, все и всяческие религиозные организации марксизм рассматривает всегда, как органы буржуазной реакции, служащие защите эксплуатации и одурманению рабочего класса. |

## Ілля Ільф та Євген Петров
Малоймовірно, що роботи Маркса і Леніна, попри їх широку пропаганду в СРСР, могли стати джерелом значного поширення цього крилатого вислову. Вважається, що в сучасному вигляді (тобто у варіанті «опіум для народу») ця фраза набула поширення завдяки роману І. Ільфа та Є. Петрова «Дванадцять стільців»[джерело не вказане 4546 днів]. У романі створюється сатиричний образ жадібного священнослужителя отця Федора, який стає конкурентом головних героїв у пошуках захованого скарбу. Під час одного з конфліктів протиборчих сторін Остап Бендер, іронізуючи над саном отця Федора, вимовляє фразу «Почём опиум для народа?» В сталінському СРСР, де проводилася жорстка політика переслідування і дискредитації церкви, це порівняння служителя культу з торговцем опіумом знайшло живий відгук у населення.
|  | Задоволений Остап, ляпаючи шнурками по килиму, повагом пішов назад. Коли його огрядна постать була досить далеко, панотець Федір швидко просунув голову у двері і, довго стримуючи обурення, пискнув: — Сам ти дурень! — Що? — крикнув Остап, кидаючись назад, але двері було вже замкнено, і тільки клацнув замок. Остап нахилився до замкової щілини, приклав до рота долоню трубою і виразно сказав: — Почому опіум для народу? |

## Гі Дебор
Теоретик ситуаціонізму Гі-Ернст Дебор в «Суспільстві спектаклю» (1967) проводить паралелі з класичним виразом Маркса, кажучи про «опіумну війну» :
|  | Вистава — це перманентна опіумна війна, яка ведеться з метою домогтися прийняття тотожності благ з товарами, а задоволення - з порогом виживання, зростаючим згідно власними законами. Але якщо спожите виживання є те, що завжди має зростати, так це тому, що воно постійно містить у собі позбавлення . Якщо немає нічого по ту сторону зростаючого за вартістю виживання, ніякої точки, де б воно могла припинити своє зростання, то це саме тому, що воно не є потойбічної по відношенню до позбавлення, бо воно і є це, тільки що стало ще дорожчим, позбавлення . |

## Неоднозначність терміна
У різні періоди людської історії термін «опіум» мав різні значення і сенс. Згідно з дослідженнями Ендрю Маккіннона, в середині XIX століття
- Опіум був важливим лікарським препаратом, який використовувався як болезаспокійливий і заспокійливий засіб, а також в інших медичних цілях, включаючи лікування холери. Опіум вільно продавався в аптеках багатьох країн, хоча робилися спроби заборонити або обмежити його вільний продаж.
- Опіум був символом міжнародних колоніальних конфліктів (Опіумні війни).
- Опіум був джерелом серйозних соціальних проблем, зокрема — «бебі-допінгу» (англ. baby-doping, допінг для дитини), оскільки використовувався як заспокійливий засіб для немовлят.
- Опіум був джерелом фантастичних видінь і використовувався як джерело натхнення письменниками та поетами-романтиками.
- Морфін, похідне від опіуму, є сильним наркотиком.
- Іноді у вживанні тотожний поняттю «Хліба та видовищ».